# Karl Knabl

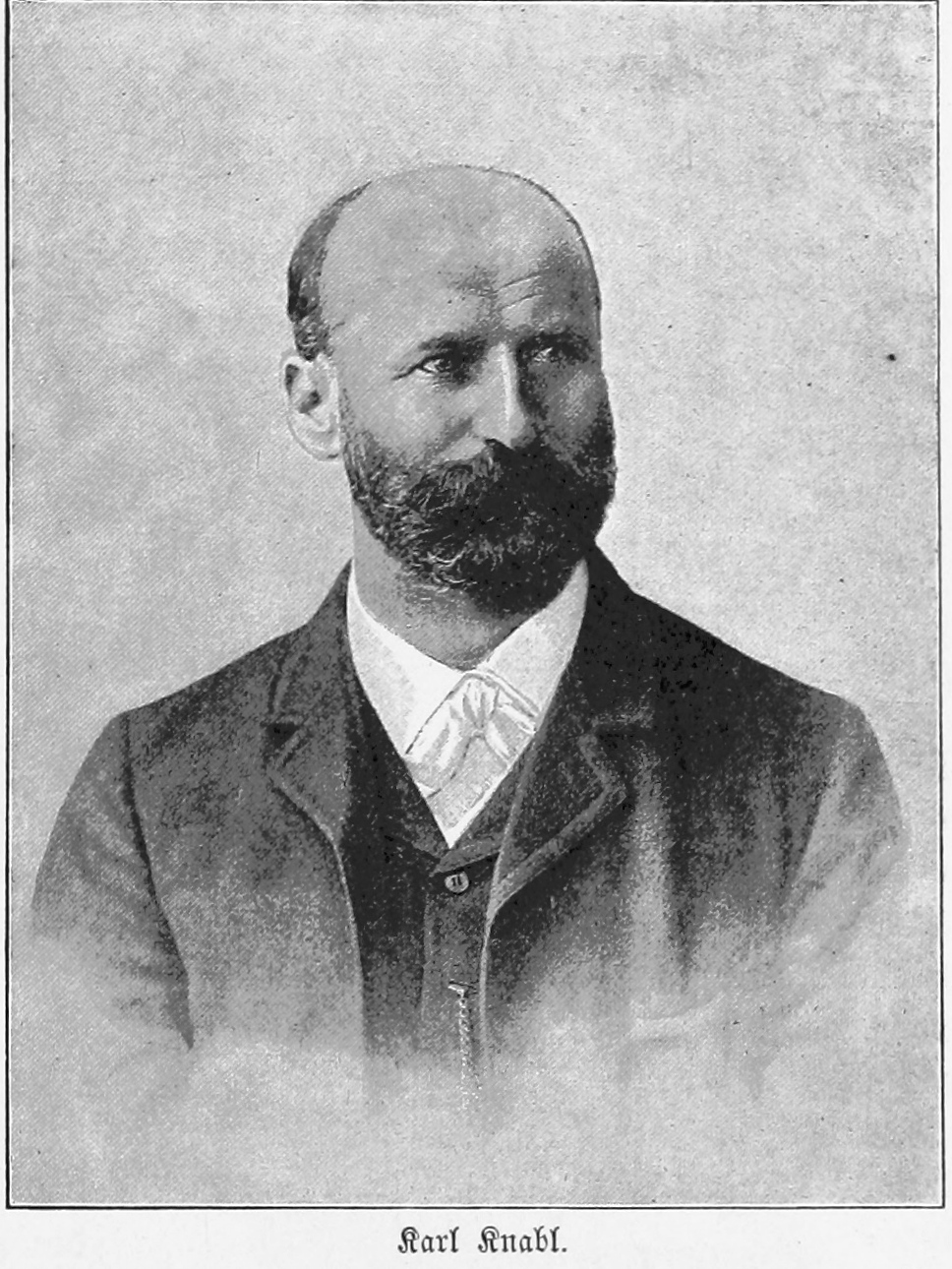
Porträtbild

Karl Knabl (* 26. Januar 1850 in München; † 15. Juni 1904 ebenda) war ein deutscher Bildhauer und Genre- und Landschaftsmaler.

## Leben
Knabl war ein Sohn des Bildhauers Joseph Knabl (1819–1881), dessen Schüler er zunächst wurde. Schon frühzeitig begann er alles nachzuahmen und fertigte als guter Beobachter Zeichnungen der Werke seines Vaters oder nach der Natur. Er wurde auch schulisch im Elternhaus unterrichtet. Bald zeigten sich sein Sinn für Farben und die Neigung zur Musik. Sein Vater war Professor an der Akademie der Bildenden Künste, wo er von 1863 bis zu seinem Tod Bildhauerei der Fachrichtung religiöse Skulptur unterrichtete. Dort schrieb sich Knabl am 30. Oktober 1869 mit der Matrikelnummer 2545 an der Bildhauerschule ein. Er war anfänglich als Bildhauer und Holzschnitzer tätig und fertigte unter anderem kleine Köpfe und Figuren aus Lindenholz, wandte sich dann jedoch der Malerei zu und ließ sich beeinflusst durch seinen Lehrer Carl Theodor von Piloty und seiner eigenen Neigung folgend zum Genremaler ausbilden. Nebenbei beschäftigte sich Knabl auch mit dem Spiel der Zither und Harfe.
Im Jahr 1874 sandte das Bild Der bestohlene Geizhals an den Münchner Kunstverein ein, ein Gemälde, in dem die Diebe den vergrabenen Schatz gegen einen Stein austauschen. Anschließend nahm er dort an weiteren Ausstellungen teil. Auf dem Pariser Salon von 1884 waren einige seiner Gemälde zu sehen. Zwischen 1879 und 1900 beschickte er die Ausstellungen im Münchner Glaspalast und nahm 1886 an der Akademieausstellung und 1891 an der Internationalen Kunstausstellung in Berlin teil. Seine Genrebilder zeigten oft, angeregt durch Franz Defregger, humorvoll das Leben der einfachen Leute aus dem Alpenraum. In Kufstein errichtete er sich ein eigenes Atelier und unternahm mehrere Studienreisen nach Italien, wobei er sich auch als Zitherspieler betätigte oder den Bewohnern der Romagna, Apuliens und Calabriens Geschichten aus seiner bayerischen Heimat erzählte. Dort fertigte er überwiegend Landschaftsbilder und einige Porträts (wie das Selbstporträt 1899). Nach seinem Tod fand Ende des Jahres 1904 im Münchner Kunstverein eine Ausstellung seiner hinterlassenen Werke statt. Noch kurz vor seinem Tod hatte er mit dem Bild Floßfahrt auf der Isar (englisch Voyage by raft on the Isar) an der Weltausstellung in St. Louis teilgenommen. Das Werk hatte Knabl bereits 1893 auf der Weltausstellung in Chikago ausgestellt. Er war wie sein Vater ordentliches Mitglied in der Münchner Künstlergenossenschaft.

## Familie

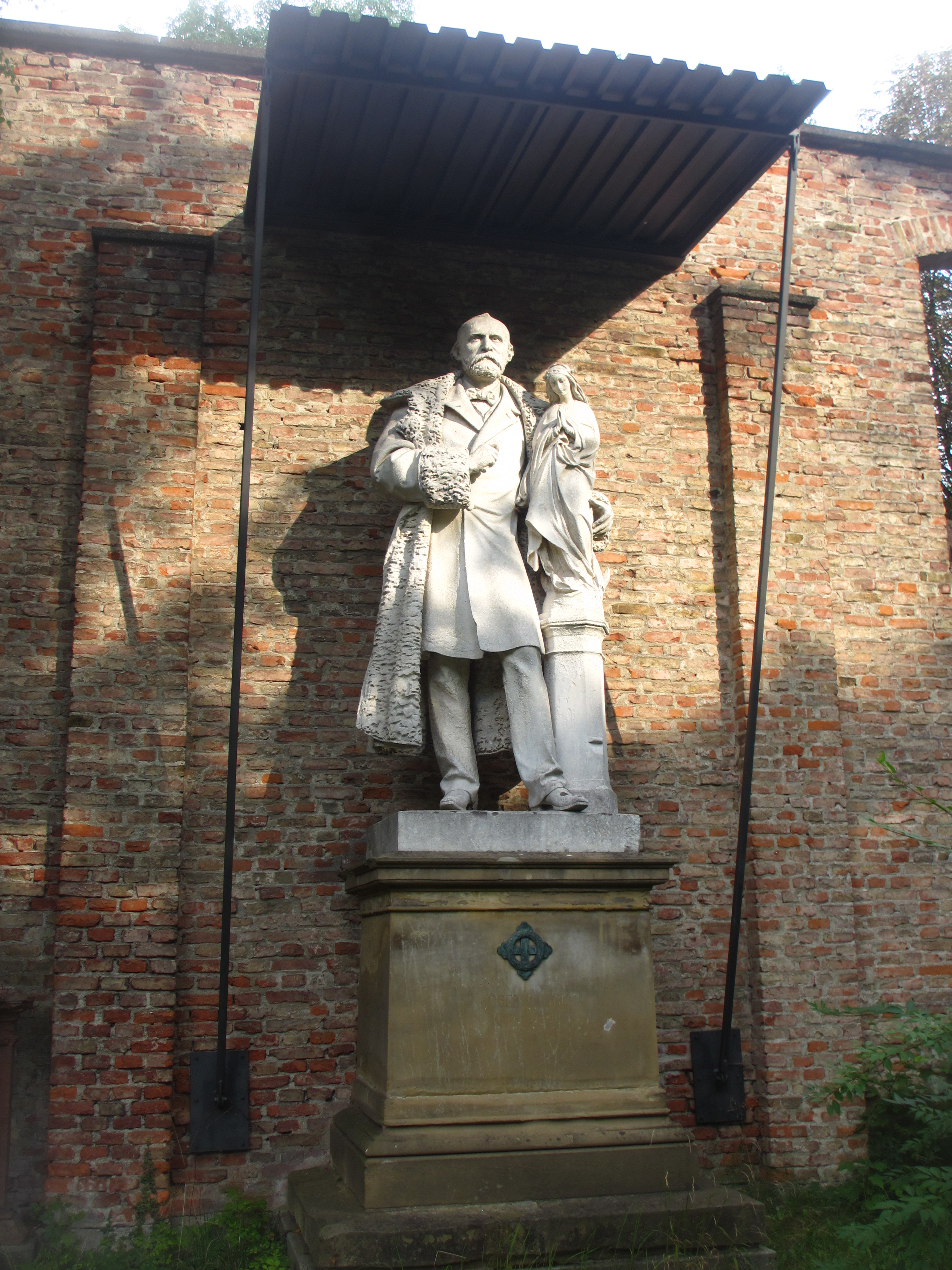
Grab von Karl Knabl (die Statue stellt jedoch seinen Vater dar)

Knabls Großeltern waren Bauern in Tirol.
Knabl war seit 1879 verheiratet und hatte zwei Töchter und einen Sohn, der in die Marine eintrat und sich gerade als der Knabl starb, auf seiner ersten Reise über den Ozean befand. Er erlag einer Krankheit und wurde im Grab seines Vaters beigesetzt, das sich auf dem Alten Südlichen Friedhof in München (Neu Arkaden Platz 47 bei Gräberfeld) Standort befindet. Die von Josef Leonhard Mayer (3. Juli 1845 – 30. November 1898; Sohn des Josef Gabriel Mayer, Gründer der Mayer’schen Hofkunstanstalt) gestaltete Statue stellt seinen Vater Joseph Knabl dar, der ebenfalls hier beigesetzt wurde.

## Werke (Auswahl)
- 1874: Der bestohlene Geizhals
- 1875: Die Schusterwerkstatt
- 1878: Die kleinen Zitherspieler
- 1881: Der Wildschütz oder Beim ersten Morgengrauen (Ein Wilderer, der an einer Felswand zu einer erlegten Gemse klettert)
- 1881: Das verborgene Genie (ein Hirtenknabe, der mit seiner Holzschnitzerei beschäftigt ist, wie einst sein Vater, der als Viehhirte begann)
- 1882: Die Herausforderung zum Fingerhackeln und Steirischer Flößer auf der Mur
- 1883: Die Holz[schlitten]fahrt im bayrischen Hochgebirge und Floßfahrt auf der Isar
- 1886: Belauscht (Ein junges Paar in einer Sennhütte, das von einem Aelpler durchs beleuchtete Fenster belauscht wird)
- 1897: Auf der Alm